# Diocesi di Cerbali
La diocesi di Cerbali (in latino Dioecesis Cerbalitana) è una sede soppressa e sede titolare della Chiesa cattolica.

## Storia
Cerbali, nell'odierna Tunisia, è un'antica sede episcopale della provincia romana dell'Africa Proconsolare, suffraganea dell'arcidiocesi di Cartagine.
Questa antica sede episcopale è conosciuta solo per la presenza del vescovo Costanzo al concilio di Cartagine del 525.
Dal 1933 Cerbali è annoverata tra le sedi vescovili titolari della Chiesa cattolica; dal 28 novembre 1998 il vescovo titolare è Rafael Cob García, vicario apostolico di Puyo.

## Cronotassi

### Vescovi
- Costanzo † (menzionato nel 525)

### Vescovi titolari
- Giovanni Battista Cesana, F.S.C.I. † (1º dicembre 1950 - 25 marzo 1953 nominato vescovo di Gulu)
- Joseph Aloysius Durick † (30 dicembre 1954 - 4 settembre 1969 succeduto vescovo di Nashville)
- Reginald Edward Vincent Arliss, C.P. † (18 novembre 1969 - 1º ottobre 1981 dimesso)
- Cesar Castro Raval, S.V.D. † (15 dicembre 1981 - 25 novembre 1988 nominato vescovo di Bangued)
- Ramón Benito de La Rosa y Carpio (2 dicembre 1988 - 25 marzo 1995 nominato vescovo di Nuestra Señora de la Altagracia en Higüey)
- John Brendan McCormack † (21 novembre 1995 - 21 luglio 1998 nominato vescovo di Manchester)
- Rafael Cob García, dal 28 novembre 1998